# Al-Balagh al-Usbuʿi
Die arabischsprachige Zeitschrift al-Balagh al-Usbuʿi (arabisch البلاغ الاسبوعی, DMG al-Balāġ al-usbūʿī ‚„Die Wochenmeldungen“‘) erschien wöchentlich von 1926 bis 1930 in Ägypten. Insgesamt wurden vier Jahrgänge mit 150 Ausgaben veröffentlicht. Der Gründer war ʿAbbās Mahmūd al-ʿAqqād (1889–1964), ein bekannter ägyptischer Schriftsteller, Dichter, Philosoph und Historiker, der Abd al-Qadir Hamzah zum Herausgeber der Zeitschrift ernannte. Neben kritischen politischen Artikeln wurden insbesondere zahlreiche Gedichte und ägyptische Prosa veröffentlicht. Zu den bekannten Autoren zählte u. a. Mohammed Abd al-Mu'ti al-Hamshari (1908–1938), der durch seine Poesie Popularität erlangte. Nabawiyya Mousa Badawia (1886–1951), eine Lehrerin und Pionierin unter ägyptischen Frauenrechtlerinnen des 20. Jahrhunderts, gestaltete eine spezielle Seite für Frauen, auf der feministische Themen und Diskurse Ägyptens der damaligen Zeit im Fokus standen.
Al-Balagh al-Usbu'i galt auch als Unterstützer der Wafd-Partei, weshalb vermutet wird, dass ihr Erscheinen aufgrund dieser Verbindung 1930 eingestellt wurde.